# 中山義秀記念文学館
中山義秀記念文学館（なかやまぎしゅうきねんぶんがくかん）は、福島県白河市にある文学館。当時の大信村がふるさと事業の一環として地元出身の芥川賞作家中山義秀を記念し、1993年4月5日に創設した。
創設当時は全国的にも珍しい村立の文学館だった。

## アクセス
車
- 東北自動車道・あぶくま高原道路矢吹ICより約10分

鉄道
- 徒歩圏内に駅がないため、最寄りのJR東北本線白河駅や矢吹駅などからバスやタクシーを使う必要がある。